# This Girl
"This Girl" é uma canção da banda Cookin' on 3 Burners com os vocais da cantora Kylie Auldist. É uma remistura da canção original de Cookin' on 3 Burners', lançada em 2009, como o segundo single do segundo álbum do grupo, Soul Messin.  Um remix do DJ e produtor musical francês Kungs foi lançado como um download digital 19 de fevereiro de 2016, através das gravadoras House of Barclay, Casablanca e Republic. Em abril de 2017, um anúncio televisivo relativo ao Peugeot 208, emitido em países como Portugal ou França, utilizou a remistura de Kungs para "This Girl".
Foi trilha sonora do quadro "Canjica Show" do programa Legendários, da TV Record. 

## Faixas e formatos
| Download digital |             |         |  |
| N.º              | Título      | Duração |  |
| 1.               | "This Girl" | 3:15    |  |

| EP digital |                             |         |  |
| N.º        | Título                      | Duração |  |
| 1.         | "This Girl" (Extended Mix)  | 4:02    |  |
| 2.         | "This Girl" (Fabich Remix)  | 4:19    |  |
| 3.         | "This Girl" (Betical Remix) | 4:17    |  |
| 4.         | "Milos"                     | 3:36    |  |

## Desempenho nas tabelas musicais

### Posições
| Tabela musical (2016)                                  | Melhor posição |
| ------------------------------------------------------ | -------------- |
| Alemanha (Media Control Charts)                        | 1              |
| Austrália (ARIA Charts)                                | 17             |
| Áustria (Ö3 Austria Top 40)                            | 2              |
| Bélgica (Ultratop 50 de Flandres)                      | 3              |
| Bélgica (Ultratop 40 da Valônia)                       | 1              |
| Canadá (Canadian Hot 100)                              | 8              |
| Dinamarca (Tracklisten)                                | 9              |
| Escócia (The Official Charts Company)                  | 1              |
| Eslováquia (IFPI Slovenská Republika)                  | 1              |
| Espanha (Productores de Música de España)              | 8              |
| Estados Unidos (Billboard Hot 100)                     | 26             |
| Estados Unidos (Pop Songs)                             | 15             |
| Estados Unidos (Adult Pop Songs)                       | 22             |
| Estados Unidos (Dance Club Songs)                      | 10             |
| Estados Unidos (Dance/Electronic Songs)                | 7              |
| Finlândia (IFPI Finlândia)                             | 16             |
| França (Syndicat National de l'Édition Phonographique) | 1              |
| Grécia (Greece Digital Songs)                          | 1              |
| Hungria (Magyar Hanglemezkiadók Szövetsége)            | 2              |
| Irlanda (Irish Recorded Music Association)             | 3              |
| Israel (Media Forest)                                  | 2              |
| Itália (Federazione Industria Musicale Italiana)       | 6              |
| Líbano (The Official Lebanese Top 20)                  | 15             |
| Luxemburgo (Luxembourg Digital Songs)                  | 2              |
| México (Mexico Airplay)                                | 1              |
| Noruega (VG-lista)                                     | 20             |
| Nova Zelândia (NZ Top 40 Singles)                      | 22             |
| Países Baixos (MegaCharts)                             | 3              |
| Polónia (Związek Producentów Audio Video)              | 4              |
| Portugal (Portugal Digital Songs)                      | 1              |
| Portugal (AFP - Top Nacional de Singles)               | 12             |
| Reino Unido (UK Singles Chart)                         | 2              |
| Chéquia (IFPI Česká Republika)                         | 3              |
| Roménia (Media Forest)                                 | 5              |
| Rússia (Russian Music Charts)                          | 7              |
| Suécia (Sverigetopplistan)                             | 8              |
| Suíça (Schweizer Hitparade)                            | 6              |
| União Europeia (Euro Digital Songs)                    | 1              |

### Tabelas de fim-de-ano
| Tabela musical (2016)                   | Melhor posição |
| --------------------------------------- | -------------- |
| Alemanha (Media Control Charts)         | 6              |
| Austrália (ARIA Charts)                 | 61             |
| Áustria (Ö3 Austria Top 40)             | 9              |
| Bélgica (Ultratop 50 de Flandres)       | 6              |
| Bélgica (Ultratop 40 da Valônia)        | 2              |
| Canadá (Canadian Hot 100)               | 37             |
| Dinamarca (Tracklisten)                 | 49             |
| Estados Unidos (Dance/Electronic Songs) | 11             |
| Estados Unidos (Dance/Mix Show Airplay) | 19             |
| Israel (Media Forest)                   | 15             |
| Países Baixos (MegaCharts)              | 21             |
| Reino Unido (UK Singles Chart)          | 22             |
| Suíça (Schweizer Hitparade)             | 17             |

### Certificações
| País (Empresa)             | Certificação |
| -------------------------- | ------------ |
| Austrália (ARIA)           | Platina      |
| Áustria (IFPI Áustria)     | Ouro         |
| Bélgica (BEA)              | 2× Platina   |
| Dinamarca (IFPI Dinamarca) | Platina      |
| Espanha (PROMUSICAE)       | Platina      |
| Estados Unidos (RIAA)      | Ouro         |
| França (SNEP)              | Diamante     |
| Itália (FIMI)              | 3× Platina   |
| Nova Zelândia (RMNZ)       | Ouro         |
| Polónia (ZPAV)             | Platina      |
| Reino Unido (BPI)          | Platina      |
| Suécia (GLF)               | 3× Platina   |